# 라테리나
라테리나(이탈리아어: Laterina)는 이탈리아 토스카나주 아레초도에 있는 프라치오네이다. 피렌체에서 남동쪽 50km, 아레초에서 북서쪽 14km 거리에 있다.
'모나리자'의 배경 속 다리 로미토 디 라테리나가 이곳에 위치해 있다.